# Guri Schanke
Guri Schanke, nacida Guri Annika Schanke (Østlandet, 14 de diciembre de 1961) es una cantante y actriz noruega. Conocida por su carrera de actriz, y por haber participado en el Festival de la Canción de Eurovisión 2007.

## Carrera
Debutó como actriz en 1982 en el Oslo Nye Teater. Desde entonces ha sido parte de numerosos musicales de éxito como Los miserables, Summer in Tyrol y Annie Get Your Gun. También ha participado en numerosos programas y series de la televisión noruega, por ejemplo Hotel Cæsar. También es conocida en Noruega por su participación en la noruega de Dancing with the Stars, donde acabó segunda.

## Vida personal
Está casada con Øivind Blunck desde 1991. Cada año, entre Navidad y año nuevo, el canal noruego NRK televisa la comedia musical Den spanske flue de 1990, versión noruega de la alemana Die spanische Fliege de Arnold und Bach, interpretada por Guri Schanke y, por el aquel entonces su futuro marido, Øivind Blunck.

## Melodi Grand Prix
Guri ganó en 2007 el Melodi Grand Prix celebrado en Oslo, con la canción "Ven a bailar conmigo" escrita por Thomas G:son. Guri, ganó con 108.541 votos, 30.000 votos más que la segunda canción. Gracias a su victoria, Guri representó a Noruega en el Festival de la Canción de Eurovisión 2007. 

## Festival de Eurovisión
Guri Schanke, representó a Noruega con "Ven a bailar conmigo", participando en la semifinal celebrada el 10 de mayo de 2007 en Helsinki, pero no consiguió pasar a la final. 

## Disney
Schanke ha dado voz en multitud de versiones noruegas de las películas de animación de la Disney, entre ellas:
- Pocahontas - como Pocahontas
- La sirenita - como Ariel
- 101 dálmatas - como Perdita
- Los Aristogatos - como Duquesa
- Oliver y su pandilla